# Cecil Callaghan
Cecil Arthur Callaghan (sinh ngày 31 tháng 7 năm 1890 mất ngày 1 tháng 1 năm 1967) là một sĩ quan quân đội Úc và người đã tham gia thế chiến thứ nhất và chiến tranh thế giới thứ hai. Ông là tư lệnh sư đoàn bộ binh 8 Úc khi đầu hàng Đế quốc Nhật Bản trong trận Singapore.

### Sách
- Bean, C. E. W (1941). The Official History of Australia in the War of 1914-1918. The Story of ANZAC: The First Phase. Sydney, Australia: Angus & Robertson.
- Sutton, R (1993). 'Callaghan, Cecil Arthur (1890–1967)' in Australian Dictionary of Biography: Volume 13. Melbourne, Australia: Melbourne University Press.
- Wigmore, Lionel (1957). Australia in the War of 1939-1945. Series 1, Vol. 4: The Japanese Thrust. Canberra, Australia: Australian War Memorial.